# 梵蒂岡宗座圖書館

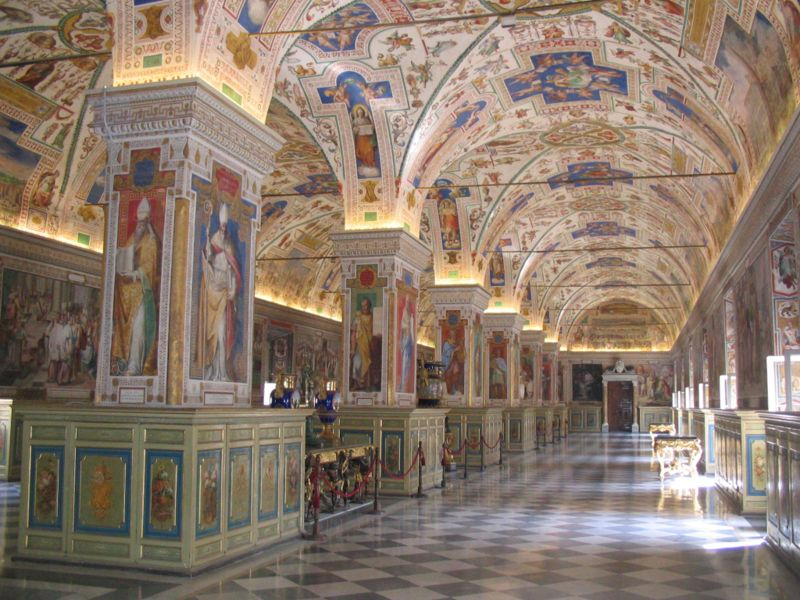
梵蒂冈图书馆西斯廷厅

梵蒂冈宗座图书馆（拉丁語：Bibliotheca Apostolica Vaticana）是圣座的官方图书馆，一般簡稱為梵蒂冈图书馆。它於1475年建立，位於梵蒂岡城的梵蒂冈博物馆旁。其為世界上手抄本收藏最丰富的图书馆之一。梵蒂冈每年准许4000到5000位学者入馆研究（需有大学或研究机构证明，且研究内容水平不得低于研究生论文水平），但只有教宗可以把藏书带出图书馆，而且阅览室严禁携带食物和笔，连矿泉水也不得携入。目前图书馆藏书160万册，其中7.5万册是手抄本。珍贵馆藏包括《梵蒂冈抄本》（公元350年的圣经，已知年代最久的圣经），还有一部用1.5公斤黄金装饰书页的《圣经》。梵蒂冈图书馆藏书包括一些中国古代图书。中华书局出版过《梵蒂岡圖書館所藏漢籍目錄》（ISBN 978-7-101-05039-4）。

## 历史

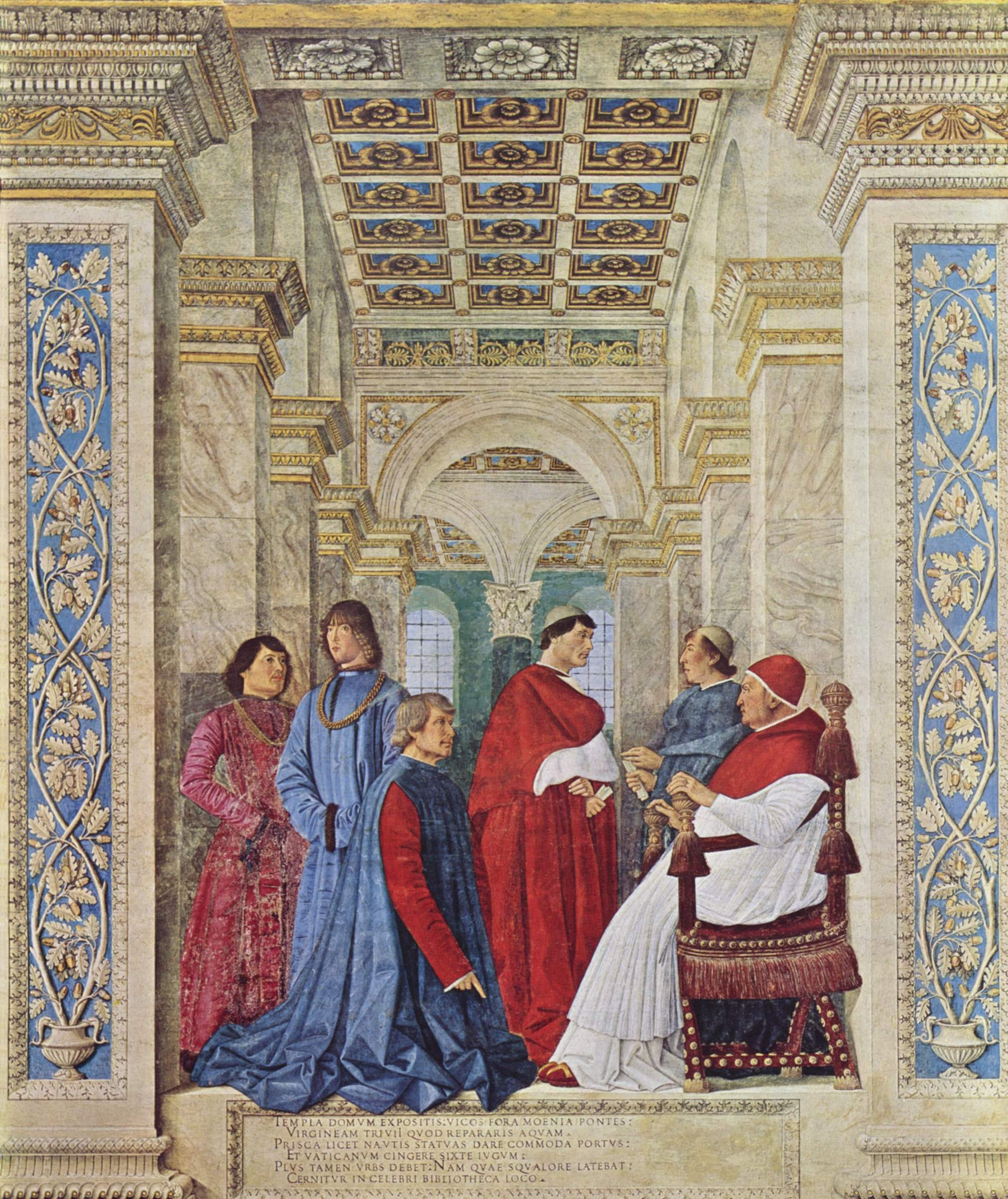
《思道四世任命普拉蒂纳为梵蒂岡圖書館馆长》壁画

其创立可追述到4世纪出现的罗马教廷图书馆，14世纪在阿维尼翁教宗时期其藏书量曾达到2000多册。这些图书后因西方教会大分裂而大多散失。15世纪，教宗尼各老五世在梵蒂冈重建教廷图书馆，在原有图书的基础上增加馆藏、大量购书，不久形成1200册的藏书规模，成为15世纪意大利最重要的图书馆。到1455年尼各老五世去世时，藏书已增至1500册，成为当时欧洲规模最大的图书馆。教宗思道四世就职后派人用3年时间建成图书馆宫殿，并于1475年任命人文学者普拉蒂纳担任馆长。普拉蒂纳实行开放政策以便公众能利用该馆藏书，并编制了馆藏目录。这样，其藏书从1475年的2500册增加到1484年的3500册，其中拉丁文图书约占三分之二、希腊文书籍约三分之一。图书馆亦分为共用图书室、珍本书室和教宗私用图书室这三大部分。从此，梵蒂冈图书馆发展为天主教会的中央图书馆，其馆藏到20世纪70年代后期已达90多万册图书和7万件手稿，成为世界上最著名的图书馆之一。图书馆楼于1984年翻修。梵蒂冈于2007年决定休馆整修，这是尼各老五世于1450年代成立图书馆以来首次封馆。图书馆于2010年9月20日重新开放。